# Bound for Glory (Total Nonstop Action Wrestling)
Bound for Glory è un evento in pay-per-view di wrestling organizzato annualmente dalla Total Nonstop Action Wrestling a partire dal 2005 ed è riconosciuto come l'evento principale della federazione.

## Storia
I primi progetti per la realizzazione di Bound for Glory risalgono al 2003 quando venne scritta una storyline in cui Jeff Jarrett colpisse con la sua chitarra l'allora free agent Hulk Hogan. Nelle settimane successive la TNA fece intendere la propria volontà di organizzare un match tra Jarrett ed Hogan destinato ad essere il main event del PPV in fase di realizzazione ma i piani andarono all'aria quando Hogan decise di sottoporsi ad un intervento al bacino. 

Bound for Glory rappresenta il punto cardine di un intero weekend che la TNA dedica ai propri fan. 

Nel 2005 gli appassionati hanno potuto acquistare i biglietti in prevendita per 60 dollari (oppure 70 al botteghino) per l'evento Total Nonstop InterAction dove, oltre ad avere la possibilità di vedere i wrestler della federazione impegnati in diverse sessioni di autografi, si poteva avere l'accesso privilegiato ai posti a sedere del Bound for Glory.
Nel 2008 la TNA decise di iniziare a numerare le edizioni del suo PPV più importante proprio come usa fare la WWE per WrestleMania. L'evento che si è svolto il 12 ottobre 2008 al Sears Centre di Hoffman Estates nell'Illinois ha assunto infatti il nome di "Bound For Glory IV".

## Edizioni
| Edizione        | Data            | Città           | Sede                     | Main-event                                                 |
| --------------- | --------------- | --------------- | ------------------------ | ---------------------------------------------------------- |
| 2005 (Dettagli) | 23 ottobre 2005 | Orlando         | Impact Zone              | Jeff Jarrett vs. Rhino                                     |
| 2006 (Dettagli) | 22 ottobre 2006 | Plymouth        | Compuware Sports Arena   | Jeff Jarrett vs. Sting                                     |
| 2007 (Dettagli) | 14 ottobre 2007 | Duluth          | Arena at Gwinnett Center | Kurt Angle vs. Sting                                       |
| 2008 (Dettagli) | 12 ottobre 2008 | Hoffman Estates | Sears Centre             | Samoa Joe vs. Sting                                        |
| 2009 (Dettagli) | 18 ottobre 2009 | Irvine          | Bren Events Center       | AJ Styles vs. Sting                                        |
| 2010 (Dettagli) | 10 ottobre 2010 | Daytona Beach   | Ocean Center             | Jeff Hardy vs. Kurt Angle vs. Mr. Anderson                 |
| 2011 (Dettagli) | 16 ottobre 2011 | Philadelphia    | Liacouras Center         | Kurt Angle vs. Bobby Roode                                 |
| 2012 (Dettagli) | 14 ottobre 2012 | Phoenix         | GCU Arena                | Austin Aries vs. Jeff Hardy                                |
| 2013 (Dettagli) | 20 ottobre 2013 | San Diego       | Viejas Arena             | AJ Styles vs. Bully Ray                                    |
| 2014 (Dettagli) | 12 ottobre 2014 | Tokyo           | Korakuen Hall            | The Great Muta e Tajiri vs. James Storm e The Great Sanada |
| 2015 (Dettagli) | 4 ottobre 2015  | Concord         | Cabarrus Arena           | Drew Galloway vs. Ethan Carter III vs. Matt Hardy          |
| 2016 (Dettagli) | 2 ottobre 2016  | Orlando         | Impact Zone              | Bobby Lashley vs. Ethan Carter III                         |
| 2017 (Dettagli) | 5 novembre 2017 | Ottawa          | Aberdeen Pavilion        | Eli Drake vs. Johnny Impact                                |
| 2018 (Dettagli) | 14 ottobre 2018 | New York        | Melrose Ballroom         | Austin Aries vs. Johnny Impact                             |
| 2019 (Dettagli) | 20 ottobre 2019 | Villa Park      | Odeum Expo Center        | Brian Cage vs. Sami Callihan                               |
| 2020 (Dettagli) | 24 ottobre 2020 | Nashville       | Skyway Studios           | Eric Young vs. Rich Swann                                  |
| 2021 (Dettagli) | 23 ottobre 2021 | Sunrise Manor   | Sam's Town Live          | Moose vs. Josh Alexander                                   |